# Seznam slovenskih romanov leta 2012
Seznam slovenskih romanov, ki so prvič izšli leta 2012.
| Avtor                         | Naslov                              |
| ----------------------------- | ----------------------------------- |
| Marko Sosič                   | Ki od daleč prihajaš v mojo bližino |
| Evald Flisar                  | Dekle, ki bi raje bilo drugje       |
| Matej Krajnc                  | Balada za bencinsko s sirom         |
| Miha Mazzini                  | Paloma negra                        |
| Jurij Hudolin                 | Ingrid Rosenfeld                    |
| Tomo Podstenšek               | Sodba v imenu ljudstva              |
| Borut Golob                   | Raclette                            |
| Maruša Krese                  | Da me je strah?                     |
| Tomaž Letnar                  | Vandima                             |
| Helena Cestnik                | Črna                                |
| Franjo Frančič                | Ljubiti Abadona                     |
| Erica Johnson Debeljak        | Antifa cona                         |
| Luka Novak                    | Občutek pomladi v Litzirütiju       |
| Miriam Drev                   | V pozlačenem mestu                  |
| Marina Bahovec                | Zgodba leta                         |
| Tina Vrščaj                   | Odradek                             |
| Amir Bor                      | Rošada                              |
| Andreja Jezernik              | Pojasni mi ljubezen                 |
| Emil Filipčič                 | Mojstrovka                          |
| Zoran Šteinbauer              | Izgubljeni gozd                     |
| Zorko Simčič                  | Poslednji deseti bratje             |
| Dušan Šarotar                 | Ostani z mano, duša moja            |
| Jože Snoj                     | Balkan Sobranie                     |
| Milan Kleč                    | Trojke                              |
| Tanja Frumen                  | Skrivnostna prostitutka             |
| Tanja Frumen                  | Poroka z najstnico                  |
| Tanja Frumen&Isabella M. Grey | Škandal                             |
| Isabella M. Grey              | Novorojeni vampir                   |
| Stanka Hrastelj               | Igranje                             |
| Avgust Demšar                 | Obsedenosti v času krize            |
| Darja Korez Korenčan          | Še vedno samska?                    |
| Roman Rozina                  | Štirje v vrsti                      |